# Sebastian (pevec)
Sebastian (pravo ime Sebastijan Podgornik), slovenski pevec zabavne glasbe, televizijski voditelj in plesalec
Prvič je pred širšo javnostjo nastopil na izboru za Miss Slovenije 2000 za Miss Sveta 23. septembra 2000 s skladbo »Hočem to nazaj!« in se z njo kmalu prebil na vrh radijskih in televizijskih glasbenih lestvic. V menedžersko-glasbeni navezi z Natko Geržina (nekdanjo članico skupine Power Dancers) in Zvonetom Tomacem (Kingston) je izdal dva albuma.
Hočem to nazaj!, izdan februarja 2001, je bil na lestvici 30-ih najbolje prodajanih albumov 9 mesecev, za več kot 22.000 prodanih izvodov pa je Sebastian prejel dvojno platinasto ploščo. Ti si ta!, njegov drugi album izdan maja 2002, je v tretjem tednu dosegel zlato naklado. Sledila je videokaseta o njegovem življenju in delu. Vse je bilo izdano pri Založbi Menart Records.
Leta 2003, po končanem sodelovanju z glasbeno dvojico Geržina/Tomac, se je umaknil iz javnega življenja in se posvetil lastnemu glasbenemu ustvarjanju. Vrnil se je leta 2004 s skladbo Bum! Bum! Bum!, za katero je napisal besedilo. Sledile so skladbe Kdo misliš, da si?!, Tvoja slika (bledi), Mi Chica Latina, duet z Luko Nižetićem, Kriv sem, (Slovenska popevka 2006), Naj svet zakriči (EMA 07) in Na robu sveta ob slovenski promociji istoimenskega filma iz trilogije Pirati s Karibov, kjer se vse večkrat pojavlja tudi kot avtor glasbe. Zadnja leta se pevec ukvarja predvsem s svojo plesno šolo in čeprav je že nekajkrat napovedal izid albuma, ga še ni izdal. Nekaj časa je vodil tudi novo fantovsko skupino Casanova, ki je spomladi leta 2010 po zgolj nekaj pesmih začasno ustavila svoje delovanje.
Danes se Sebastian aktivno posveča plesnemu svetu. Je lastnik plesne šole, imenovane po njem, ter inštruktor Zumbe. Je tudi predavatelj na temo plesnega ustvarjanja v najširšem pomenu za vse starosti v treh jezikih in več državah.

### Televizija
Sebastian deluje tudi kot voditelj. V letu 2002 je posnel sezono oddaj V postelji s Sebastianom! na kanalu TV Pika, v katerih je predstavljal svoj vsakdan. Kar nekaj oddaj je bilo posnetih tudi na temo njegovih zvestih oboževalk, med glavnimi pa je bila tista, v kateri je svoje oboževalce presenečal na domu. Po nekajletnem voditeljskem premoru je leta 2009 po nekajmesečnih pogajanjih pričel s snemanjem svoje druge oddaje, naslovljene Rdeča preproga s Sebastianom, ki se je predvajala na televiziji RTS, v njej pa je gostil slovenske estradnike. Po 2. sezoni, ki se je končala leta 2010, je televizija RTS, ki je oddajo producirala, za jesen 2011 napovedala začetek 3. sezone, ki pa je potem ni bilo.

## Nastopi na glasbenih festivalih

### Slovenska popevka
- 2006: Kriv sem (Sebastian, Boštjan Grabnar/Sebastian/Primož Grašič)

### EMA
- 2007: Naj svet zakriči! (Boštjan Grabnar/Sebastian/Boštjan Grabnar) – 9. mesto (5567 glasov)

### Melodije morja in sonca
- 2021: Ne spim! (Sebastian/Sebastian/Sebastian) – 12. mesto (1 točka)

## Diskografija

### Albumi
- Hočem to nazaj!. Menart, 2001 (COBISS) – dvojna platinasta plošča za več kot 22.000 prodanih izvodov[navedi vir]
- Ti si ta!. Menart, 2002 (COBISS) – zlata plošča[navedi vir]
- Osebno ... – Trezor Produkcija, omejena naklada

| Leto | Album     | Skladbe |
| ---- | --------- | --- |
| 2002 | Ti si ta! | - Ti si ta! (N. Geržina/N. Geržina/Z. Tomac) - Napad (Z. Tomac/P. Pogelšek/Z. Tomac) - Luna in zvezde (N. Geržina/N. Geržina/Z. Tomac) - Le kako naj pozabim te? (N. Geržina, Z. Tomac/N. Geržina/Z. Tomac) - Dovolj mi je! (Z. Tomac/Sebastian/Z. Tomac) - Majhne stvari (A. Čadež/D. Kenda Hussu/A. Čadež) - Čakaj me! (Z. Tomac/P. Pogelšek/Z. Tomac) - Ritem (A. Čadež/D. Kenda Hussu/A. Čadež) - Angel (Z. Tomac/P. Pogelšek/Z. Tomac) - Jutri (A. Čadež/D. Kenda Hussu/A. Čadež) |

### Pesmi
- "Naj svet zakriči" – Melodije morja in sonca (2021)
- "Hočem to nazaj! 2020 Remix" (2020)
- "Bum! Bum! Bum!" (2004)
- "Kdo misliš, da si?!" (2005)
- "Tvoja slika (bledi)" (2006)
- "Mi Chica Latina" – duet z Luko Nižetićem (2007)
- "Kriv sem" - Slovenska popevka (2006)
- "Naj svet zakriči" (2007)
- "Na robu sveta" – del slovenske promocije istoimenskega filma iz trilogije Pirati s Karibov
- "Polnoč"
- "Ne muči me s poljubi"
- "Vse mi priznaj"
- "Privid"